# Bruno Bernard
Bruno Bernard (gebürtig Bruno Bernard Sommerfeld, * 2. Februar 1912 in Berlin; † 3. Juni 1987, Palma de Mallorca), auch bekannt als Bernard of Hollywood, war ein amerikanischer Fotograf. Er ist vor allem bekannt für seine Pin-up- und Glamour-Fotografie; 1999 wählte das Museum of Modern Art seine Aufnahme Marilyn in White für die Ausstellung Fame After Photography.

## Leben
Bernard wuchs in einem jüdischen Waisenhaus auf, weil seine Eltern es sich nicht leisten konnten, ihn aufzuziehen.
Er studierte an der Universität Kiel und promovierte 1934 in Strafrecht. Vor der Nazidiktatur floh er 1937 in die USA.
Bernard studierte Regie an der von Max Reinhardt gegründeten Theaterschule am Sunset Boulevard in Los Angeles; als er keine Anstellung als Regisseur fand, wandte er sich der Fotografie zu und richtete zunächst im Keller seiner Wohnung eine Dunkelkammer ein. Später eröffnete er ein eigenes Studio am Sunset Boulevard.
In den 1960er Jahren zog Bernard zurück nach Berlin. Für den Spiegel dokumentierte er als Fotojournalist den Eichmann-Prozess. Seinen Lebensabend verbrachte er in Palma de Mallorca.
Die Schauspielerin Susan Bernard (1948 – 2019) war seine Tochter.